# Brdar
Brdar je priimek v Sloveniji, ki ga je po podatkih Statističnega urada Republike Slovenije na dan 1. januarja 2010 uporabljalo 92 oseb in je med vsemi priimki po pogostosti uporabe uvrščen na 4.703. mesto.

## Znani nosilci priimka
- Jakov Brdar (*1949), slovenski kipar bosanskohercegovskega rodu
- Marko Brdar (*1978), slovenski filmski snemalec, direktor fotografije
- Judita Franković Brdar (*1981), hrvaška igralka